# 卡巴纳猪笼草
卡巴纳猪笼草（学名：Nepenthes cabanae）是菲律宾棉兰老岛潘托浪山脉马里木木山（Mt. Malimumu）当地特有的八种猪笼草之一。:39
卡巴纳猪笼草与苏里高猪笼草（N. surigaoensis）的最为相似。卡巴纳猪笼草的叶片无柄，基部抱茎周一半，并向节间下不均匀延伸；存在四根与中脉平行的纵脉；下位笼和中位笼近圆柱形，唇为短三角形，唇齿长约0.3-0.5毫米，不突出。而苏里高猪笼草的叶片基部明显下沿；存在3-4条与中脉平行的纵脉；下位笼和中位笼为圆柱形或椭球形；唇齿突出。:43
卡巴纳猪笼草的种加词“cabanae”是为了纪念维纳拉西翁·G·卡巴纳（Veneracion G. Cabana）博士。他资助了对棉兰老岛中部潘托浪山（Mt. Pantaron）和坦库兰山（Mt. Tangkulan）等未开发地区的探险。
根据《國際自然保護聯盟瀕危物種紅色名錄》的标准，卡巴纳猪笼草被评定为濒危物种。由于分布范围低于10平方公里，该物种可能因采石、非法砍伐、农业活动、刀耕火種丧失原生地。:39,43